# Явірська сільська рада
Явірська сільська рада — колишній орган місцевого самоврядування у Турківському районі Львівської області. Адміністративний центр — село Явора.

## Загальні відомості
Явірська сільська рада утворена в 1939 році. Водоймища на території, підпорядкованій даній раді: річка Стрий.

## Історія
Львівська обласна рада рішенням від 3 червня 2008 року уточнила назву Яворівської сільради на Явірську.

## Населені пункти
Сільській раді підпорядковані населені пункти:
- с. Явора
- с. Мала Волосянка
- с. Стоділка
- с. Стоділка

## Склад ради
Рада складається з 16 депутатів та голови.